# 11423 Cronin
11423 Cronin è un asteroide della fascia principale. Scoperto nel 1999, presenta un'orbita caratterizzata da un semiasse maggiore pari a 2,5218864 UA e da un'eccentricità di 0,1182595, inclinata di 4,58782° rispetto all'eclittica.